# Karl Magdlung

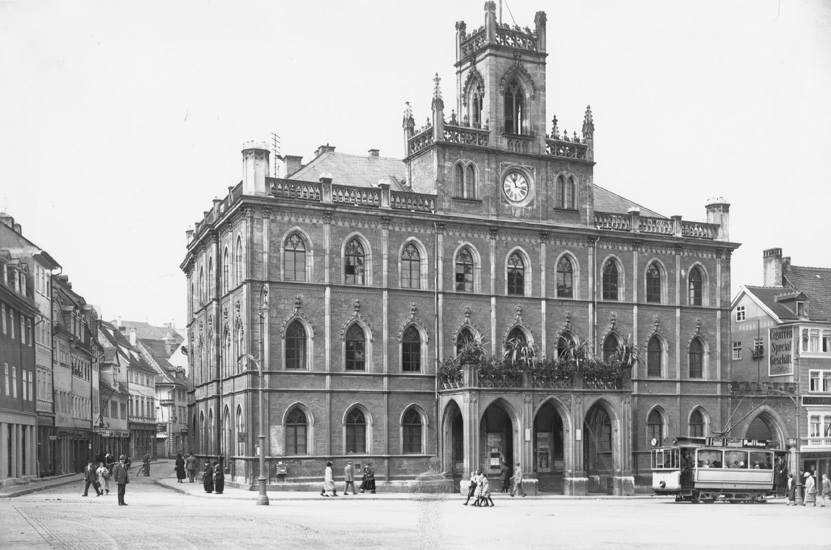
Krefeld-Wagen vor dem Weimarer Rathaus um 1925

Karl Magdlung (* 1896 in Weimar; † 1963 ebenda) war ein deutscher Schirmfabrikant in Weimar. 

## Leben und Werk
Sein Großvater Adolph Magdlung (1833–1897) war bereits Drechslermeister und Schirmfabrikant in Weimar, der sein Schirmgeschäft Schirmfabrik am 15. Februar 1852 in Weimar eröffnete in der damaligen Breitengasse, der heutigen Marktstraße 15, sein Sohn Max Magdlung (1867–1923) führte das Geschäft weiter. Annelies Pennewitz übernahm es 1966. Seit 1991 besteht es in der Rittergasse 19 weiter fort. In dem kleinen Laden befindet sich auch ein privatgeführtes Schirmmuseum.
Bedeutender als seine Rolle als Schirmfabrikant ist sein fotografisches Schaffen, mit dem er ein Chronist Weimars wurde. Nur eine seiner Aufnahmen zeigt das Weimarer Rathaus von Heinrich Heß. Die Sammlung von Karl und Klaus Magdlung ist eine Sammlung von fotografischen Zeugnissen mit Motiven von Weimar. Die Sammlung besteht aus Abzügen und Negativen. Der Weimarer Schirmfabrikant Karl Magdlung (1896–1963) legte sie an in den 1940er Jahren an, die ab 1976 sein Neffe Klaus Magdlung weiterführte. Der Graphiker Stephan Liebig, sein Schwiegersohn, stellte die Abzüge seit 2008 online zur Ansicht. Diese wiederum ist ein Projekt der Einrichtungen der Stadt Weimar Stadtarchiv Weimar und Stadtmuseum Weimar. Bei Letzterer liegt die Sammlung. Die Sammlung umfasst etwa 1000 Abzüge historischer Fotos und etwa 350 größtenteils originale Negative insbesondere aus der Zeit zwischen 1860 und 1945. Bei der Sammlung Magdlung handelt es sich um eine der umfangreichsten Fotosammlungen zur Stadtgeschichte Weimars. Es sind in der Sammlung auch Abzüge von Aufnahmen anderer Fotografen enthalten wie u. a. von Wilhelm Hartan (1838–1917) und Louis Held (1851–1927).
Karl Magdlungs Grab befindet sich auf dem Weimarer Hauptfriedhof.